# معركة أكوي سكستيا
مَعرَكة أكوي سكستيا، دَارَتْ رَحَاها عام 102 ق.م بالقُرب من مَدينة أكوي سكستيا جَنوب شرق فرنسا. بين جَحافل جيوش الجُمهورية الرومانية تحت قيادة القُنصل «غايوس ماريوس»، وبين قوات التحالُف الجرماني بقيادة ملك التوتونيون «تيوتابود» أثناء مُحاولت الأخير التقدم عبر جبال الألب إلى إيطاليا. أنتهت المعركة بنَصر روماني مُدوي جاءَ بعد سلسلة من الهزائم المُتتالية. وبحسب ما ورد كان بعض الأسرى الباقين على قيد الحياة من بين الغلادياتور المُتمردين الذين اشعلوا حَرب العبيد الثالثة.

## خلفية
في وقت ما حوالي 120-115 ق.م، غادرت قبيلة الكيمبريون الجرمانية وطنهم حول بحر الشمال نتيجةٌ للتغيُرات المناخية. من المفترض أنهم سافروا إلى الجنوب الشرقي وسرعان ما انضم إليهم جيرانُهم التوتونيون. في طريقهم جنوبًا هزموا العديد من القبائل الجرمانية الأخرى، وأيضًا القبائل القلطية. انضم عدد من هذه القبائل المهزومة إلى هجرتهم. في 113 ق.م، هزم اتحاد كيمبري-توتوني، بقيادة ملك الكيمبريون «بويوريكس» وملك التوتونيون «تيوتابود» هزمو قبيلة سكورديشي القلطية. انتقل الغزاة بعد ذلك إلى نهر الدانوب، ووصلوا إلى نوريكوم، موطن لمجموعة شُعوب مُتحالف مع الجمهورية الرومانية. غير قادرين على كبح هؤلاء الغزاة الجُدد من تلقاء أنفسهم، قاموا بِمُناشدة روما.
أرسل مجلس الشيوخ «جناوس كابرو»، أحد قناصل ذلك العام، على رأس جيش روماني كبير إلى نوريكوم لإجبار البرابرة على الخروج. وقعت مجموعة اشتباكات، أطلق عليه فيما بعد معركة نوريا، حيث طغى الغُزاة تمامًا على الفيالق الرومانية وألحقوا بهم خسائر فادحة.
بعد الأنتصار في واقعة نوريا، تحرك الكيمبريون والتوتونيون غربًا نحو بلاد الغال. في عام 109 ق.م، تحركوا على طول نهر الرون باتجاه المقاطعة الرومانية جاليا ناربونينسيس. تم إرسال القنصل الروماني، «ماركوس سيلانوس»، للتعامُل مع التهديد الجرماني المُتجدد. سار «سيلانوس» بجيشه شمالًا على طول نهر الرون لمواجهة القبائل الجرمانية المُهاجرة. التقى الكيمبريون على بعد حوالي 100 ميل شمال أراوسيو حيث تَصادم الجيشان في معركة أراوسيو وعانى الرومان من هزيمة مُذلة أخرى. ثم انتقلت القبائل الجرمانية إلى الأراضي الواقعة شمال وشرق تولوسا في جنوب غرب بلاد الغال.
بالنسبة للرومان، شكل وجود القبائل الجرمانية في بلاد الغال تهديدًا خطيرًا لاستقرار المنطقة ولهيبتهم. تم إرسال «لوسيوس لونجينوس»، أحد قناصل عام 107 ق.م، إلى بلاد الغال على رأس جيش جَرار أخر. حارب أولاً الكيمبريون وحُلفائهم الغاليين من قبائل الفولكاي تكتوساجيس خارج تولوسا، وعلى الرغم من العدد الهائل لرجال القبائل الجرمانية، هزمهم الرومان. لسوء حظ الرومان، بعد أيام قليلة تعرضوا لكمين أثناء سيرهم في بوردو، ودمرت معركة بوردو آمال الرومان في هزيمة الكيمبريون نهائيًا وهكذا استمر التهديد الجرماني.
في عام 106 ق.م أرسل الرومان أكبر جيش لهم حتى الآن. سُمح للقُنصل الأكبر في ذلك العام، «كوينتوس كايبيو»، باستخدام ثمانية فيالق في مُحاولة لإنهاء التهديد الجرماني مرة واحدة وإلى الأبد. بينما كان الرومان مشغولين في جمع جيشهم معًا، تشاجر جمع من قبائل الفولكاي تكتوساجيس مع ضيوفهم الجرمانيين، وطلبوا منهم مغادرة المنطقة. عندما وصل «كايبيو»، وجد القبائل المحلية فقط وقرروا بشكل معقول عدم مُحاربة الفيالق التي وصلت حديثًا. في عام 105 ق.م، تم تأجيل قيادة «كايبيو» وتم بناء ستة فيالق أخرى في روما بواسطة «جناوس ماكسيموس»، أحد قناصل عام 105 ق.م. قادهم «ماكسيموس» إلى تعزيز «كايبيو» الذي كان بالقرب من أراوسيو. لسوء حظ الرومان، اشتبك «كايبيو» الذي كان بُطَرُقًا و«ماكسيموس»، الذي كان رجُلاً جَديدًا، مع بعضهما البعض. رفض «كايبيو» تلقي الأوامر من «ماكسيموس» الذي كان قنصلًا يفوقه مرتبه. كل هذا أدى إلى انقسام القوة الرومانية بحيث كان الجيشين غير مُتعاونين لدرجة أنهم لم يدعموا بعضهُم البعض عندما بدأ القتال. في غضون ذلك، جمعت القبائل الجرمانية قواها. في البداية هاجموا جيش «كايبيو» وهزموه، وبعد ذلك، بثقة كبيرة، هاجموا جيش «ماكسيموس» وهزموه أيضًا. تعتبر معركة أراوسيو أكبر هزيمة رومانية مُنذ المذبحة التي تعرض لها في مَعركة كاناي على يَد «حنبعل القرطاجي» خلال الحرب البونيقية الثانية.
في عام 104 ق.م، بدأت قبائل الكيمبريون والتوتونيون بالتوجُه إلى إيطاليا. أرسل الرومان القُنصل الأكبر في ذلك العام، «غايوس ماريوس»، وهو جنرال مُتمرس وذو خبرة، عاد لتوه مَنصورًا في حرب يوغرطة، على رأس جيش جَرار آخر. لم تتمكن القبائل الجرمانية من تَجميع قواها في الوقت المُناسب، لذا أخضع «ماريوس» قبائل الفولكاي تكتوساجيس وأسر ملكهم «كوبيلوس». تم تكليف «ماريوس» بإعادة بناء فيالق الغال بشكل فعال من الصفر. بانيًا نواة جيشه حول فيلق المُتدربين من العام الماضي، حصل «ماريوس» مرة أخرى على إعفاء من مُتطلبات الملكية وبفضل سُمعته الجديدة، جهزَ جيشًا قوامه ثلاثين ألف روماني وأربعين ألفًا من الحلفاء الإيطاليين وقوات الأحتياط. بعدها أسس قاعدة حول بلدة أكوي سكستيا وبدأ بتدرب رجاله.
في عام 103 ق.م، نجح «لوسيوس سولا»، أحد مساعدي «ماريوس»، في إقناع قبيلة مارسي الجرمانية بأن يصبحوا حُلفاء لروما. فقاموا بالانفصال عن الاتحاد الجرماني وعادوا إلى جرمانيا. في 102 ق.م، انتقل التوتونيون والأمبرونيون إلى جاليا ناربونينسيس (المُقاطعة الرومانية في جنوب بلاد الغال) بينما زحف الكيمبريون إلى إيطاليا. أمر «ماريوس»، بصفته قنصلًا كبيرًا (قنصلًا سابقًا)، شريكه «كوينتوس كاتولوس» (القنصل اللاحق) بإبقاء الكيمبريون خارج إيطاليا، ربما توقعهُم «ماريوس» أن يكونوا مجرد حامية صغيرة من الجُند، بينما سار بنفسه لمواجهة التوتونيون والأمبرونيون.

## البداية
عبر التوتونيون بقيادة الملك «تيوتابود» نهر دورانس من جهت الشرق حيث يدخُل نهر الرون. انتشروا لمسافة ميل. شكل التوتونيون الجُزء الأكبر من الغزاة، وكان الأمبرونيون ثاني أكبر قبيلة في التحالف تحت «تيوتابود». وصل «غايوس ماريوس» وجيشه في وقت سابق، وكان «ماريوس» قد استغل وقته بحكمة؛ كان قد بنى مُعسكرًا شديد التحصين على تل قريب من النهر وخزنه بما يكفي من الإمدادات لتحمل حصار طويل. حاول رجال القبائل إخراج الرومان من حصنهم ومحاربتهم على الأرض. علا صوتهُم بالشتائم والتحديات التي تجاهلها «ماريوس». لم يكن على استعداد للتخلي عن موقعه القوي مُقابل معركة ذات نتيجة غير مؤكدة. أعلن «ماريوس» في جميع أنحاء مُعسكره أنه كان ينوي محاربة البرابرة، ولكن بشروطه، لا بشروطهُم. استمرت الصيحات الشتائم والتحديات.
حتى أن محارب توتوني أصدر تحديًا مباشرًا لـ«ماريوس». دعا البربري الجنرال لمواجهته رَجُلًا لرَجُل. سخر منه «ماريوس» من خلال إخباره أنه إذا أراد المَوت فعليه أن يجد حبلًا ويعقد عُقدة ويشنق نفسه. لم يستسلم التوتونيون لذلك أخرجَ «ماريوس» غلادياتور مخضرمًا وقال للبرابرة أنه إذا كانوا لا يزالون يشتهون الدَم يُمكنهم المُحاولة لذبح هذا المُقاتل، كونه تحت مكانة «ماريوس» كقنصل ليُشرك نفسه في مُشاجرة عادية.
بعد أن فشلوا في جذب الرومان إلى الخارج، حاولوا انتظارهم، لكن «ماريوس» توقع ذلك وكانت حصنه مُجهزة جدًا. حاول رجال القبائل مهاجمة الحصن لمدة ثلاثة أيام. تم شن هجوم بعد هجوم على الدفاعات الرومانية، لكن التحصينات كانت ثابته ومنها أطلق الرومان وابلًا من الرماح، مما أسفر عن مقتل العديد من البرابرة وصد البقية. ومع ذلك، لم يخرج الرومان وقرر التحالف القبلي التحرك جنوبا نحو مارسيليا، التي كانوا يعتزمون نهبها. استغرق قطار العربات الطويل بأكمله عدة أيام ليُخلي المنطقة، ولكن بمجرد أن أصبحوا بعيدًا عن الأنظار، تبعهم «ماريوس»، وطاردهم وانتظر اللحظة المُناسبة للهجوم.
بدأ «ماريوس» الآن في تتبع التحالف القبلي وعسكر إلى جانبهم، عندما أنهى مسيرة كل يوم أمر رجاله ببناء مُعسكر محصن ذو دفاعات قوية. بعد كل الخسائر التي تكبدوها في مُحاولة الاستيلاء على حصن «ماريوس» على نهر الرون، لم يحاول التوتونيون والأمبرونيون اقتحام معسكر «ماريوس» مرة أخرى. كان «ماريوس» ينتظر البرابرة لارتكاب خطأ. لحسن حظ «ماريوس»، جاءت الفُرصة عندما دخل التحالُف منطقة أكوي سكستيا.

## المعركة

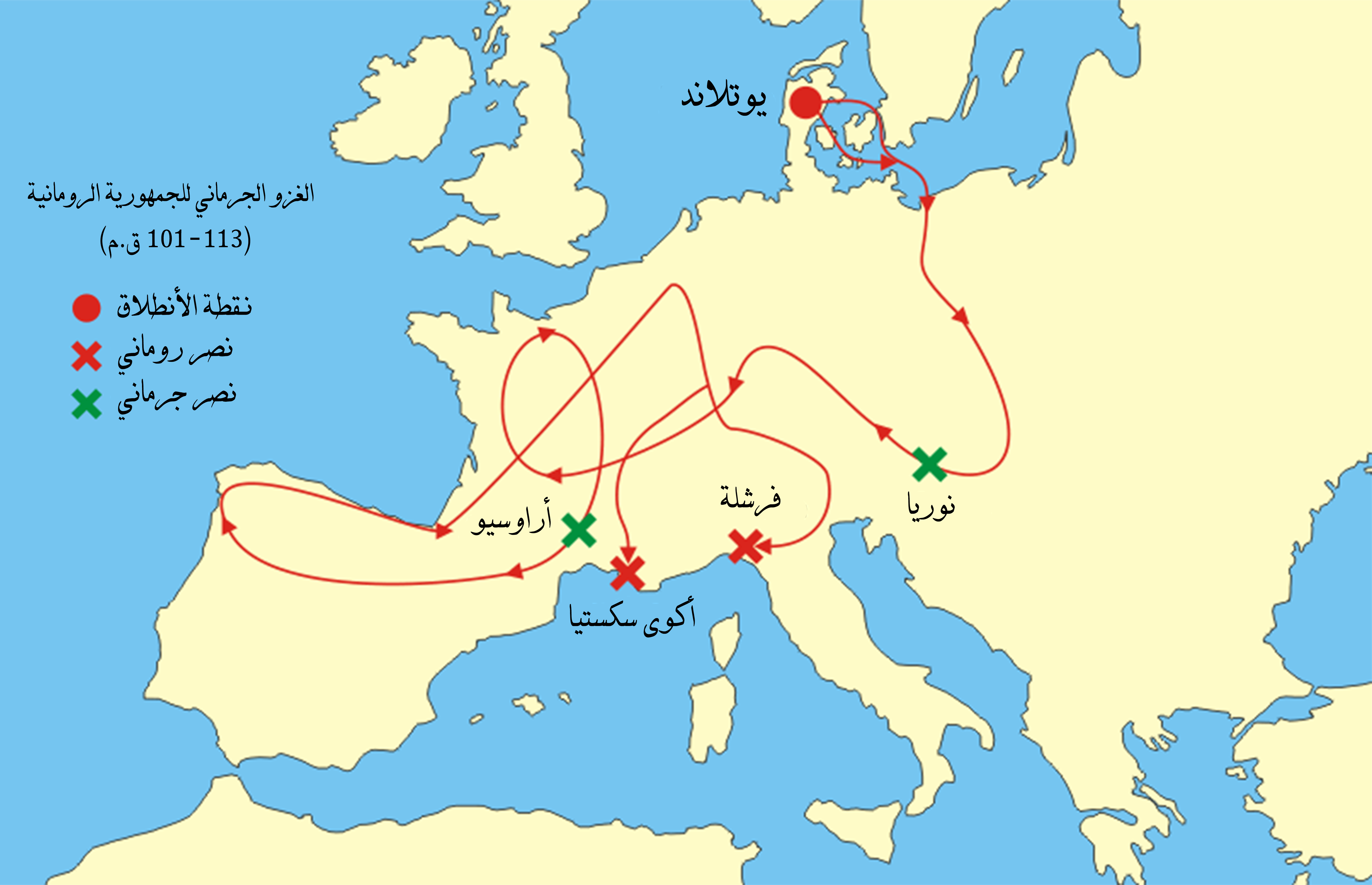
موقع معركة أكوي سكستيا بالأضافة إلى المعارك الرئيسية خلال غزو الكيمبريان (113-101 ق.م).

بعد أيام من عبور نهر الرون، خيم جيش «ماريوس» بالقرب من الأمبرونيون، الذين قرروا لسبب ما أن يخيموا بشكل مُنفصل عن حثلفائهم التوتونيون، عندما أصطدم أثنان من خدم الجيش الروماني، الذين ذهبوا لجلب المياه من النهر، مع عدد غير معروف من الأمبرونيون الذين كانوا يستحمون فيه. مُتفاجئين، نادى الأمبرونيون الذين كانوا في النهر، رجال القبائل الذين كانوا يتناولون العشاء ويشربون في مُعسكرهم على جانبهم من النهر. سمع الرومان، الذين كانوا يعملون على مُعسكرهم، الضجة واستوعبوا الموقف بسرعة. دون أوامر من «ماريوس»، أسقطوا الجنود الرومان من قوات الأحتياط أدواتهم وحملوا أسلحتهم وهرعوا لمُساعدة خدمهم. شكل الأمبرونيون الآن خط معركة بانتظار الرومان. كان العديد من رجال القبائل مُثقلًا بالطعام، أو نصف عُراة من الاستحمام أو في حالة سكر.

بعد تشكيل خطوط الدفاع، بدأ الأمبرونيون بضرب سيوفهم ورماحهم على دروعهم وهم يهتفون: «أمبرونس!». كان الجنود الرومان من قوات الأحتياط الذين كانوا يتقدمون نحوهم يُطلق عليهم ذات مرة اسم أمبرونس أيضًا وبدأوا أيضًا في الصياح «أمبرونيس!». بعد وصولهم إلى الأمبرونيون، شكل الرومان أيضًا خطوط الدفاع. واصلوا الهتاف لفترة ثم بدأت المعركة أخيرًا.
أثناء وقوع هذه الاحدوث، شكل «ماريوس» فيالقه وسار لتعزيز جنوده. عندما وصلت الفيالق إلى المعركة، ألقوا برماحِهم على الأمبرونيون، مما أسفر عن مقتل العديد وجعل دروعهم عديمة الفائدة، ثمَ سلوا سيوفَهُم. بعد وصول الفيالق، سرعان ما تحولت المعركة إلى هزيمة. تغلب جنود «ماريوس» المدججين بالسلاح والمدربين بخبرة بسهولة على الأمبرونيون ودفعوهم نحو النهر. عانى الأمبرونيون من خسائر فادحة بينما كانت الخسائر على الجانب الروماني مُنخفضة للغاية.
لم يسمح «ماريوس» لجنوده من الاحتفال بالنصر، لأنه كان يعلم أن التوتونيون لا يزالون في الميدان ويخشى هجومًا مُضادًا. بحلول الوقت الذي انتهى فيه القتال، كان الأوان قد فات في اليوم لإنهاء معسكرهم المحصن، مما جعل الرومان معرضين للخطر. أرسل «ماريوس» مُفرزة من القوات إلى الغابة لإحداث الضوضاء من اجل إرباك البرابرة ومنعهم من النوم. هذا من شأنه أيضًا أن يتسبب في إبطاء أعدائه. ومع ذلك، مرت الليلة والأيام القليلة التي تلتها دون وقوع حوادث، مما جاء من حسن حظ «ماريوس».
أثناء الانتظار، أرسل «ماريوس» أحد ضباطه، «كلوديوس مارسيليوس»، مع 3000 جُندي على بعد مسافة مُعينة وأمره بالبقاء غير مكتشف حتى وقت مُحدد.
نظرًا لأن التوتونيون كانوا ينتظرونه في السهل بالقرب من أكوي سكستيا، أتيحت الفرصة لـ«ماريوس» لاستكشاف المنطقة واختيار موقع مُناسب للمعركة القادمة. بعد أربعة أيام من تدمير الأمبرونيون، سار «ماريوس» بجيشه إلى السهل واتخذ موقعًا على الأرض المرتفعة. وأصدر تعليماته لجنوده بالوقوف على التل، وإطلاق الرمح، وسحب سيوفهم، وحراسة أنفسهم بدروعهم ودفع العدو إلى الخلف. أكد لرجاله أنه نظرًا لأن البرابرة سوف يُهاجمون بقوة، فإن أقدامهم ستكون غير ثابتة وسيكونون عرضة للخطر.
أمر «ماريوس» خدم مُعسكره وجميع غير المقاتلين بالسير مع الجيش. كما أمر أن تُستعمل حيوانات المُعسكر من الأبغال والأبقار كخيول. كان هذا لخلق الوهم أن قواته كانت أكبر مما كانت عليه في الواقع. أراد ان يقوم البرابرة بكبح المزيد من مُحاربيهم في الاحتياط حتى لا تطغى أعدادُهم على قواته الحقيقية.
كان الناجون من التوتونيون والأمبرونيون، المُصممون على الانتقام، ينتظرون بفارغ الصبر المواجهة القادمة، وعندما أظهر الرومان أنفسهم أخيرًا في سهل أكوي سكستيا، اندفعوا صعودًا. أطلق الرومان العنان لوابل من الرمح، مما أسفر عن مقتل العديد من رجال القبائل، ثم وقفوا في ترتيبة رصينة، وسحبوا سيوفهم وانتظروا العدو على قمة التل. أكدت الاستراتيجية الرومانية والانضباط والتدريب نفسها ولم يتمكن رجال القبائل من زحزحة الفيالق من موقعهم. استمرت المعركة مُعظم ساعات الصباح، ولم يكن لأي من الطرفين اليد العُليا. ثُم قام الفيلق الذي تم تكييفه جيدًا وصاحب الأنضباط الأكبر بأجبار الحشد القبلي ببُطء وبشكل مُمنهج بالنزول إلى أسفل التل حتى أصبح كل من الرومان والبرابرة على أرض مُستوية.
عندها هاجم «كلوديوس مارسيليوس» ورجاله البالغ عددهم 3000 رجل بقوة وبقسوة مؤخرة العدو. كان الأمبرونيون والتوتونيون يتعرضون الآن للهجوم على جبهتين فوقع الارتباك. كسروا الصفوف وبدأوا في الفرار، فشل مُعظمهُم في الهروب. تشير الأبحاث الحديثة إلى أن «أحد التفسيرات التي تنحاز ألى جانب» المذبحة«هو التكدس الهائل للقوات المحاصرة معًا، مما جعلها هدفًا سهلاً ومنعها من القتال [بشكل فعال]». أولئك الذين هربوا تمت مُلاحقتهم بلا هوادة. بحلول نهاية فترة ما بعد الظهر، كان مُعظم رجال القبائل قد قُتلوا أو تم أسرهم. نجا «تيوتابود»، الملك التوتوني، من المعركة فقط ليُقبض عليه من قبل أحد القبائل الموالية لروما، التي سلمته إلى «ماريوس».
أرسل «ماريوس» «مانيوس أكويليوس» بتقرير إلى روما. قالت أن 37000 روماني مدربين تدريباً مُمتازاً قد نجحوا في هزيمة الجرمان في أشتباكين.

## ما بعد الواقعة

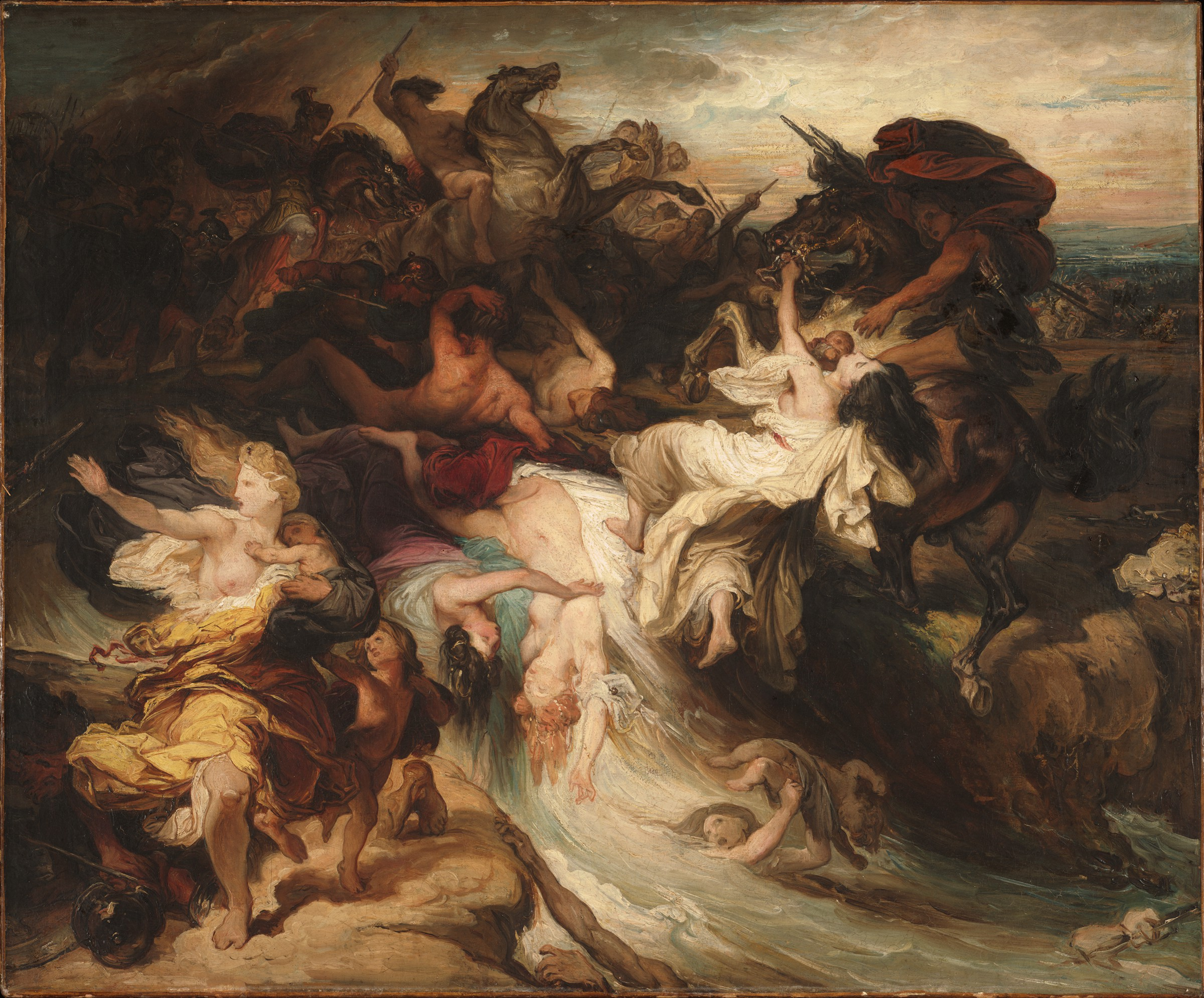
هزيمة الكيمبريون والتوتونيون على يد «غايوس ماريوس». بريشة «فرنسوا هايم»، 1853، مُتحف هارفارد، الولايات المتحدة.

كان هُناك الناجون من المُحاربين والنساء والأطفال الذين تم بيعهم كعبيد. سجل المؤرخون الرومانيون أن 300 من النساء اللواتي تم أسرهن قد انتحرن بشكل جماعي، الأمر الذي انتقل إلى الأساطير الرومانية عن البطولة الجرمانية:
بمُوجب شروط الاستسلام، تم تسليم ثلاثمائة من النساء المُتزوجات إلى الرومان. عندما سمع رعاة التوتونيون عن هذا الشرط، توسلوا أولاً إلى القنصل ليقوموا بالخدمة في معابد سيريس وفينوس؛ ثم عندما فشلوا في الحصول على طلبهم وطردهم من قبل الطغاة، قتلوا أطفالهم الصغار وفي صباح اليوم التالي تم العثور عليهم جميعًا ميتين بين ذراعي بعضهم البعض بعد أن خنقا أنفسهم في الليل.
عادة ما تذهب عائدات بيع العبيد إلى القائد العام، ولكن في هذه الحالة، قرر «ماريوس» التبرع بأرباح البيع لجنوده وضباطه. هذا، بالطبع، جعله أكثر شهرة مما كان عليه بالفعل مع رجاله.
عند سماع الأخبار، انطلقت روما بالارتياح. أخيرًا، هزم أحد جنرالاتهم الجرمان. تم انتخاب «غايوس ماريوس»، كعمل امتنان، مرة أخرى قنصلًا غيابيًا، مع مندوبه «مانيوس أكويليوس» كزميل له. وصوت مجلس الشيوخ أيضًا على عيد شكر لمدة ثلاثة أيام؛ والذي صوّت لهُ الشعب ليومين أخرين.
في العام التالي، في يوليو 101 ق.م، هزم «ماريوس» والنائب «كوينتوس كاتولوس» الكيمبريون في معركة فرشلة، مُنهيًا التهديد الجرماني.
استخدم سكان مارسيليا، على بعد حوالي 30 كيلومترًا، عظام رجال القبائل الذين سقطوا في المعركة لبناء الأسوار من اجل حماية محاصيلهم. تركت الجثث المُتحللة التربة غنية، وشهدت المنطقة لسنوات حصادًا استثنائيًا بفضل آلاف الجثث المُتعفنة التي خصبت الأرض.

## في الأدب
تصف «كولين مكلو» المعركة بشيء من التفصيل في روايتها «الرجُل الأول في روما».